# 雷霆战将
《雷霆战将》（英語：Lightning Fighters），2020年在中国大陆上映的抗日电视剧，以中国抗日战争为题材的青春偶像电视剧，导演金沙，主演张云龙、高伟光、赖雨濛、王瑞子，特别出演魏千翔、吴昕。2020年11月3日在湖南卫视“青春进行时”首播，同时在芒果TV、爱奇艺和腾讯视频同步播出。但因為播出期間引起了諸多爭議，後來更有中共中央機關的批評。同年11月16日，本劇遭到停播並在中國內地各大在線影音平台下架，湖南衛視的首播檔期由另一新劇《最好的時代》取代。

## 制作
该剧于2017年3月在浙江横店影视城开机，当时的名称为《亮剑之雷霆战将》，导演金沙为毕业于北京电影学院导演系的80后女导演，曾导演过《雪海》、《匆匆那些年》、《一千零一夜》、《筑梦情缘》等电视剧。该剧历经约120天拍摄，在2017年便摄制完成（另一说2018年杀青），期待于2019年上星播出，但因广电总局提出较多修改要求而多次延播，至2020年11月才正式播出。
在2016年《京华时报》的报道中，本剧的出品方中广影视透露，计划将《亮剑》系列打造成“超级IP”，除已筹拍《亮剑3》外，新亮剑三部曲——《亮剑之雷霆战将》《亮剑之未来战士》《亮剑之星空大战》及《亮剑》大电影也都在积极策划中。

## 剧情
1938年，中华大地处处战火纷飞。八路军独立团团长王云山（张云龙饰）是个没有文化，脾气火爆，但却有超乎寻常的军事头脑的人。他敢打敢拼，善出奇招，屡次重创日本军，名声大噪，但随之而来的是日军疯狂的进攻。苍岩岭之战，王云山诱敌深入，危在旦夕，“死对头”骑兵团团长杜德勇（魏千翔饰）、宿仇川军178师师长郭勋魁（高伟光饰）前来救援，大灭日军。日军指挥官品川勇对王云山和郭勋魁恨之入骨，重军集结乐城，想要一举歼灭他们。护士韩岩（赖雨濛饰）、富家女刘知（王瑞子饰）的出现，让乐城保卫战发生了未知的走向，王云山、郭勋魁、韩岩、刘知、杜德勇等人之间的关系也发生了微妙的变化，他们将用热血青春，联手走在建设新中国的道路上。

## 演出

### 主演
| 演员   | 角色   | 备注                                         |
| 张云龙 | 王云山 | 国民革命军第十八集团军（八路军）独立团团长。 |
| 高伟光 | 郭勋魁 | 国民革命军178师师长（川军）。                |
| 赖雨濛 | 韩岩   | 王云山妻子。                                 |
| 王瑞子 | 刘知   |                                              |

### 其他演员
| 演员   | 角色     | 备注             |
| 魏千翔 | 杜德勇   | 骑兵团团长。     |
| 吴昕   | 张芸     | 师部警卫营干部。 |
| 曹炳琨 | 康乃文   |                  |
| 周知   | 苏月     |                  |
| 印小天 | 江平     |                  |
| 保剑锋 | 师长     |                  |
| 王劲松 | 刘伯君   |                  |
| 金梦   | 韩母     |                  |
| 曲吉   | 宋万春   |                  |
| 林田媛 | 徐娟     |                  |
| 杨奇雨 | 鬼雄李   |                  |
| 吴旭东 | 尤尽忠   |                  |
| 冯起龙 | 莫树林   |                  |
| 李果   | 蒋涛     |                  |
| 刘衍辰 | 张高     |                  |
| 高海诚 | 熊二     |                  |
| 孙亿舒 | 赵琴琴   |                  |
| 李心博 | 花猫     |                  |
| 那家威 | 高一强   |                  |
| 马岩   | 钱养谦   |                  |
| 任潇楠 | 入江一郎 |                  |
| 张峻鸣 | 藤田五郎 |                  |

## 播出
2020年10月29日，《雷霆战将》宣布正式定档，将在11月3日在湖南卫视播出。10月30日，《雷霆战将》的预告片“激战”发布。11月3日，《雷霆战将》“开战版”海报发布。2020年11月3日在湖南卫视“青春进行时”首播，同时在芒果TV、爱奇艺和腾讯视频同步播出。根據湖南衛視的官方新浪微博於2020年11月3日所發表的追劇日曆表示，本劇原定於2020年12月10日結局。

## 反响
2020年11月15日，《解放军报》发表题为《以战斗青春致敬英雄》的评论，称该剧“以热血之战铭记历史，以战斗青春致敬英雄，不仅生动展现了中国军人的铁血英雄气概，更弘扬了勇往直前的青春正能量，唱响了时代主旋律”。对该剧做出了正面评价。
可是在同日中午，《人民日报》在其官方客户端发文，点名批评了剧中的多个問題，包括“让八路军住‘别墅’，主角几乎清一色用发胶、发蜡……前提是尊重历史，不能剑走偏锋……”等，又指出偶像劇的套路用在抗日題材上是行不通的。 次日，此劇在湖南卫视和网络平台上被停播下架，湖南衛視的首播檔期由新劇《最好的時代》取代，並在當天同時段首播。
11月16日下午，《雷霆战将》官方微博发布图文，解释回应网上热议、指责的剧中多项问题，称该剧“主要剧情都经得起历史考证。”但劇組的回應並沒有得到廣大網民的認同，相反不少网友认为剧组回应避重就轻、没有诚意，且该条微博下存在“粉丝控评”和拉黑的情況，最後該回应微博很快被删除。
11月18日，该剧下架后，中共中央纪委机关报《中国纪检监察报》批评其“脱离史实，违背常理”。 同日，中共中央政法委下属媒体长安剑批评该剧“轻佻”、“缺乏抗战精神”、“没有找到时代发展的方向”。